# Zaśnięcie Najświętszej Marii Panny (Ostatnia modlitwa Marii)

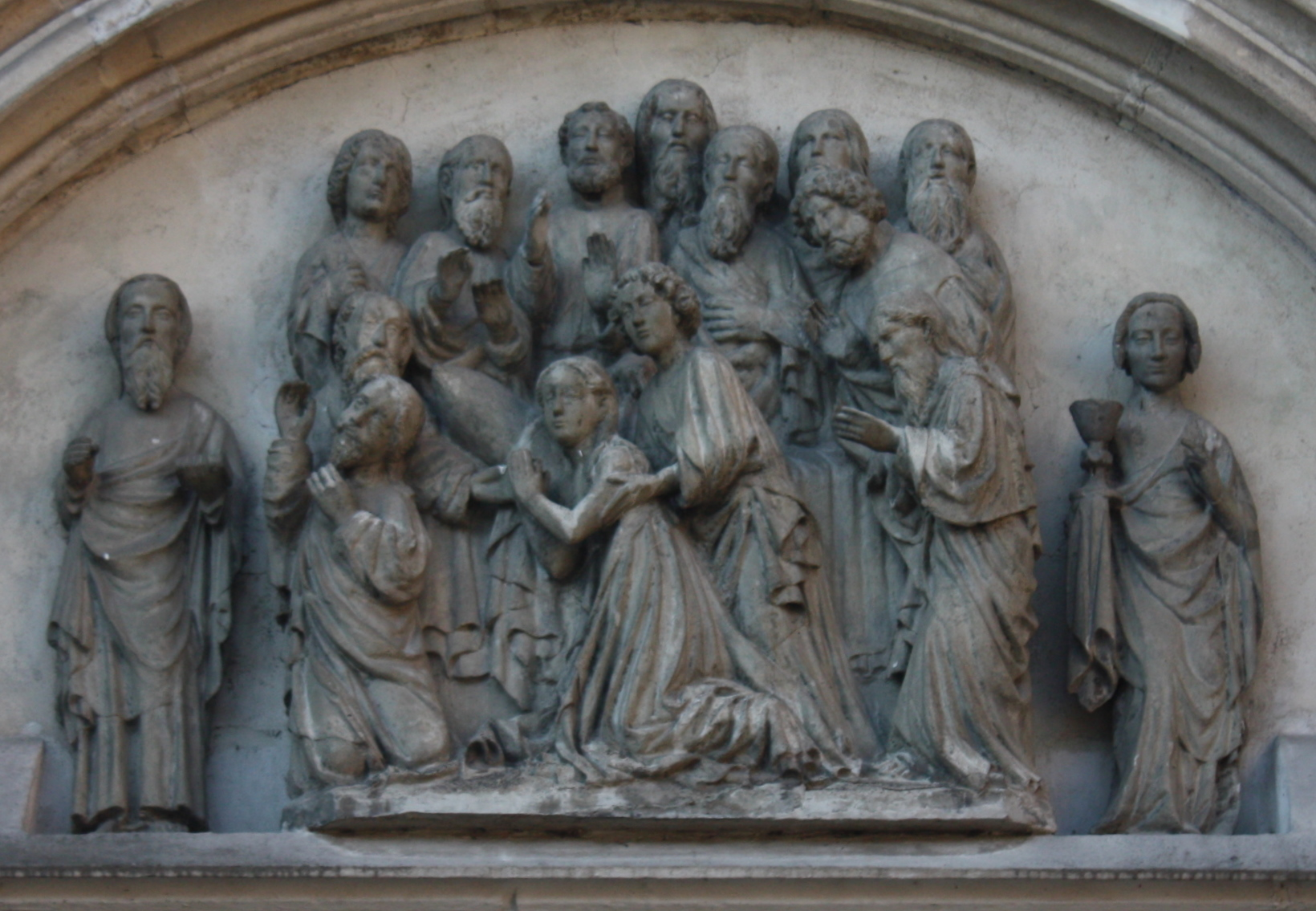
Kamienna wersja Zaśnięcia w portalu Bramy Szewskiej kościoła NMP

Zaśnięcie Najświętszej Marii Panny znane także w literaturze jako Ostatnia modlitwa Marii – drewniana kompozycja rzeźbiarska ukazująca konającą Marię w otoczeniu Dwunastu Apostołów. Dzieło wykonane po roku 1400, prawdopodobnie jako część niezachowanego do dziś retabulum ołtarzowego. Od XVI wieku wtórnie umieszczone w tympanonie Bramy Szewskiej (Korkowników) kościoła Mariackiego w Gdańsku, zastąpione w 1927 roku kamienną kopią. Obecnie w zbiorach Oddziału Sztuki Dawnej Muzeum Narodowego w Gdańsku. Cenny przykład sztuki gotyckiej około 1400, łączące niektóre cechy stylu pięknego, gotyckiego ekspresjonizmu i wczesnego realizmu.

## Wygląd
Dzieło jest wielofiguralną kompozycją wykonaną z kilku kloców drewna, scalonych w jedną uporządkowaną całość. Porządek kompozycji tworzy czytelny podział figur na trzy plany i jednocześnie trzy strefy; najniższa strefa stanowi pierwszy plan, którego dominantą jest podtrzymywana przez św. Jana Ewangelistę omdlewająca Maria, ukazana w pozie klęczącej i w geście modlitewnym. Maria ujęta jest w profilu, zaś św. Jan en trois quarts. Obydwoje ukazani zostali w młodzieńczym wieku. Maria ma delikatną twarz, niemal całkiem zamknięte oczy, rozpuszczone, sięgające ramion włosy ujęte w opaskę, odziana w długą suknię o szerokim dekolcie i wąskich rękawach. W długie szaty odziani są wszyscy apostołowie. Szaty charakteryzują się dynamicznym, diagonalnym układem draperii, przy czym odzienia apostołów stojących na dalszym planie są wyrzeźbione w sposób płaszczyznowy. Każdy z uczniów Chrystusa został opracowany przez artystę w sposób indywidualny: każdemu nadano własne cechy fizjonomiczne – rysy twarzy, fryzurę. Paradoksalnie, identyfikacja apostołów nie została wciąż w pełni rozwiązana, oprócz św. Jana zauważalny jest św. Piotr (na drugim planie po lewej stronie od strony widza). Realizm i indywidualizm kontrastują z jednolitym, mocno stylizowanym opracowaniem anatomii postaci i ukształtowania ich sylwetek: są silnie wertykalizowane, co poświadczają smukłe sylwetki postaci, ramiona wąskie, a ręce umieszczone blisko korpusu ciała. Dla zwiększenia dynamiki zróżnicowano upozowanie postaci; frontalne ustawienie siedmiu apostołów, tworzących najdalszy plan, kontrastuje z ruchliwym upozowaniem Marii i św. Jana oraz flankujących ich dwóch apostołów ukazanych w profilu. Dostrzegalne jest także łoże będące "przegrodą" dzielącą plan najbliższy z najdalszym.

## Analiza
Gdańskie Zaśnięcie Marii jest jednym z najstarszych przykładów ukształtowanego w dobie gotyku nowego typu ikonograficznego śmierci Matki Boskiej, zastępującego znany w sztuce bizantyńskiej, romańskiej i gotyckiej typ koimesis. Początkowo temat Ostatniej Modlitwy Marii znany był w malarstwie miniaturowym (głównie w Królestwie Czeskim, następnie w ościennych regionach artystycznych – Śląsku, Małopolsce, Węgrzech i południowych krajów Rzeszy), natomiast gdańskie dzieło uznawane jest za pierwszy zachowany przykład rzeźby w tym typie ikonograficznym, powszechnym w plastyce trójwymiarowej w XV wieku (m.in. ołtarz Wita Stwosza w kościele Mariackim w Krakowie). Apostołowie tworzący najdalszy plan mają głowy podniesione lekko do góry, co jest interpretowane jako związek z nieobecnym w dziele Chrystusem.
Pierwotne przeznaczenie dzieła nie jest pewne, aczkolwiek badacze widzą w nim element nastawy ołtarzowej. Zwarty układ postaci, niemal izokefaliczny układ głów postaci najdalszego planu i ogólny zarys są głównymi argumentami przemawiającymi za takim przypuszczeniem. Nic jednak nie wiadomo na temat pierwotnego umieszczenia dzieła w przestrzeni liturgicznej oraz jego lokalizacji. Istnieje hipoteza, iż Ostatnia Modlitwa Marii stanowiła część retabulum ołtarza kaplicy zamku krzyżackiego w Gdańsku, rozebranego w czasie wojny trzynastoletniej przez gdańskie mieszczaństwo. Wyniesione z niego zostały niektóre elementy wystroju i umieszczone wtórnie w innych miejscach w Gdańsku. Zleceniodawcą dzieła byli prawdopodobnie przedstawiciele zakonu Najświętszej Marii Panny, którzy otaczali najwyższym kultem Marię, również Jej Zaśnięcie, Wniebowzięcie i Koronację (ostatni z tych wątków służył propagowaniu władzy zakonu w Prusach Zakonnych). Wtórne umieszczenie dzieła łączy się z gotycką praktyką umieszczania wątków maryjnych w portalach kościołów i katedr. Ten typ Zaśnięcia jest także zobrazowaniem dobrej śmierci. Dawna, mająca "feudalny", "krzyżacki" charakter wymowa, została zastąpiona nowymi treściami, które wyszły prawdopodobnie z inicjatywy środowiska mieszczańskiego. Dopełnieniem ich jest nieczytelna dziś inskrypcja na nadprożu portalu Ero Mors tua, o mors morsus tuus ero inferne odnosząca się do starotestamentowej księgi Ozeasza (Oz. 13, 14) i nawiązujący do śmierci bynajmniej nie jako kary za grzech, ale zbawienia – Maria umarła bez grzechu. Eksponowanie sceny w tympanonie miało na celu przywoływanie Marii jako przykładu do naśladowania i dawanie nadziei na indywidualne zbawienie każdego chrześcijanina. Dzieło zawiera wątek maryjny i prawdopodobnie ze względu na soteriologiczne przesłanie zostało uszanowane przez ewangelików, którzy od 1577 roku użytkowali gdańską farę. Po roku 1927, kiedy Zaśnięcie Marii ostatecznie przeniesiono do ówczesnego Muzeum Miejskiego, wykonano w miejscu pierwotnego dzieła zachowaną do dziś kopię ze sztucznego kamienia.
Badania naukowe nad stylem, znaczeniem i umieszczeniem dzieła w kontekście innych dzieł gotyku europejskiego dały różnorodne rezultaty. W starszych badaniach dzieło było łączone z plastyką parlerowską XIV wieku, tradycjami sztuki południowych krajów Rzeszy oraz twórczością Jana van Mattena i Mistrzem Ukrzyżowania z Elbląga. Najnowsze badania łączą gdańskie Zaśnięcie z kamienną rzeźbą ostatniej ćwierci XIV wieku w Ratyzbonie (Zaśnięcie NMP w portalu katedry) oraz artystami działającymi w opactwie Maulbronn w Szwabii. Dzieło gdańskie łączy się z warsztatem rzeźbiarskim, który działał na terenie Warmii i Sambii.